# Leichtathletik-Halleneuropameisterschaften 1974
Die 5. Leichtathletik-Halleneuropameisterschaften fanden am 9. und 10. März 1974 in Göteborg (Schweden) statt. Austragungsort war das Scandinavium.

## Ergebnisse Männer

### 60 m
| Platz | Athlet                   | Land | Zeit (s) |
| ----- | ------------------------ | ---- | -------- |
| 1     | Walerij Borsow           | URS  | 6,58     |
| 2     | Manfred Kokot            | GDR  | 6,63     |
| 3     | Alexandr Korneljuk       | URS  | 6,66     |
| 4     | Christer Garpenborg      | SWE  | 6,66     |
| 5     | Juris Silovs             | URS  | 6,68     |
| 6     | Zenon Nowosz             | POL  | 6,70     |
| 7     | Lajos Gresa              | HUN  | 6,71     |
| 8     | Vasilis Papageorgopoulos | GRE  | 6,73     |

Finale am 9. März

### 400 m
| Platz | Athlet             | Land | Zeit (s) |
| ----- | ------------------ | ---- | -------- |
| 1     | Alfons Brijdenbach | BEL  | 46,60    |
| 2     | Andreas Scheibe    | GDR  | 46,80    |
| 3     | Gunter Arnold      | GDR  | 46,94    |
| 4     | Francis Demarthon  | FRA  | 47,08    |

Finale am 10. März

### 800 m
| Platz | Athlet           | Land | Zeit (min) |
| ----- | ---------------- | ---- | ---------- |
| 1     | Luciano Sušanj   | YUG  | 1:48,07    |
| 2     | András Zsinka    | HUN  | 1:48,50    |
| 3     | Jozef Plachý     | TCH  | 1:49,49    |
| 4     | Rolf Gysin       | SUI  | 1:50,70    |
| 5     | Michał Skowronek | POL  | 1:51,28    |
| 6     | Philippe Meyer   | FRA  | 1:57,48    |

Finale am 10. März

### 1500 m
| Platz | Athlet              | Land | Zeit (min) |
| ----- | ------------------- | ---- | ---------- |
| 1     | Henryk Szordykowski | POL  | 3:41,78    |
| 2     | Thomas Wessinghage  | FRG  | 3:42,04    |
| 3     | Włodzimierz Staszak | POL  | 3:43,48    |
| 4     | Petre Lupan         | ROU  | 3:44,67    |
| 5     | Pererik Hagberg     | SWE  | 3:47,00    |
| 6     | Ágúst Ásgeirsson    | ISL  | 3:55,17    |

Finale am 10. März

### 3000 m
| Platz | Athlet          | Land | Zeit (min) |
| ----- | --------------- | ---- | ---------- |
| 1     | Emiel Puttemans | BEL  | 7:48,48    |
| 2     | Paul Thys       | BEL  | 7:51,76    |
| 3     | Pavel Pěnkava   | TCH  | 7:51,79    |
| 4     | Arne Kvalheim   | NOR  | 7:53,34    |
| 5     | Ray Smedley     | GBR  | 7:54,43    |
| 6     | Josef Jánský    | TCH  | 7:55,00    |
| 7     | Antonio Burgos  | ESP  | 7:56,25    |
| 8     | Jan Kondzior    | POL  | 8:07,75    |

Finale am 10. März

### 60 m Hürden
| Platz | Athlet                 | Land | Zeit (s) |
| ----- | ---------------------- | ---- | -------- |
| 1     | Anatoli Moschiaschwili | URS  | 7,66     |
| 2     | Mirosław Wodzyński     | POL  | 7,68     |
| 3     | Frank Siebeck          | GDR  | 7,75     |
| 4     | Leszek Wodzyński       | POL  | 7,94     |
| 5     | Giuseppe Buttari       | ITA  | 8,01     |
| 6     | Krister Clerselius     | SWE  | 8,05     |
| 7     | Wiktor Mjasnikow       | URS  | 8,51     |
|       | Guy Drut               | FRA  | DNF      |

Finale am 10. März

### 4 × 392 m Staffel
| Platz | Land       | Athleten                                                       | Zeit (min) |
| ----- | ---------- | -------------------------------------------------------------- | ---------- |
| 1     | Schweden   | Michael Fredriksson Gert Möller Anders Faager Dimitrie Grama   | 3:04,55    |
| 2     | Frankreich | Pierre Bonvin Patrick Salvador Roger Velasquez Lionel Malingre | 3:05,46    |

Finale am 9. März

### Hochsprung
| Platz | Athlet           | Land | Höhe (m) |
| ----- | ---------------- | ---- | -------- |
| 1     | Kęstutis Šapka   | URS  | 2,22     |
| 2     | István Major     | HUN  | 2,20     |
| 3     | Vladimír Malý    | TCH  | 2,17     |
| 4     | Jesper Tørring   | DEN  | 2,17     |
| 5     | Enzo Del Forno   | ITA  | 2,17     |
| 6     | Wladimir Abramow | URS  | 2,17     |
| 7     | Rune Almén       | SWE  | 2,17     |
| 8     | Walter Boller    | FRG  | 2,17     |

Finale am 9. März

### Stabhochsprung
| Platz | Athlet             | Land | Höhe (m) |
| ----- | ------------------ | ---- | -------- |
| 1     | Tadeusz Ślusarski  | POL  | 5,35     |
| 2     | Antti Kalliomäki   | FIN  | 5,30     |
| 3     | Jānis Lauris       | URS  | 5,30     |
| 4     | Reinhard Kuretzky  | FRG  | 5,20     |
| 4     | Wojciech Buciarski | POL  | 5,20     |
| 6     | Volker Ohl         | FRG  | 5,20     |
| 7     | Jewgeni Tananika   | URS  | 5,20     |
| 8     | Renato Dionisi     | ITA  | 5,10     |

Finale am 10. März

### Weitsprung
| Platz | Athlet                | Land | Weite (m) |
| ----- | --------------------- | ---- | --------- |
| 1     | Jean-François Bonhème | FRA  | 8,17      |
| 2     | Hans Baumgartner      | FRG  | 8,10      |
| 3     | Max Klauß             | GDR  | 8,03      |
| 4     | Walerij Pidluschnyj   | URS  | 7,97      |
| 5     | Grzegorz Cybulski     | POL  | 7,86      |
| 6     | Alan Lerwill          | GBR  | 7,84      |
| 7     | Rafael Blanquer       | ESP  | 7,69      |
| 8     | Frank Wartenberg      | GDR  | 7,65      |

Finale am 9. März

### Dreisprung
| Platz | Athlet              | Land | Weite (m) |
| ----- | ------------------- | ---- | --------- |
| 1     | Michał Joachimowski | POL  | 17,03     |
| 2     | Michail Bariban     | URS  | 16,88     |
| 3     | Bernard Lamitié     | FRA  | 16,56     |
| 4     | Ryszard Garnys      | POL  | 16,51     |
| 5     | Jörg Drehmel        | GDR  | 16,48     |
| 6     | Richard Kick        | FRG  | 15,85     |
| 7     | Christian Valétudie | FRA  | 15,71     |
| 8     | Mariano Pérez       | ESP  | 15,68     |

Finale am 10. März

### Kugelstoßen
| Platz | Athlet                   | Land | Weite (m) |
| ----- | ------------------------ | ---- | --------- |
| 1     | Geoff Capes              | GBR  | 20,95     |
| 2     | Heinz-Joachim Rothenburg | GDR  | 20,87     |
| 3     | Jaroslav Brabec          | TCH  | 19,87     |
| 4     | Waltscho Stoew           | BUL  | 19,85     |
| 5     | Anatolij Jarosch         | URS  | 19,69     |
| 6     | Jaromír Vlk              | TCH  | 19,65     |
| 7     | Mike Winch               | GBR  | 19,20     |
| 8     | Ferdinand Schladen       | FRG  | 18,84     |

Finale am 10. März

## Ergebnisse Frauen

### 60 m
| Platz | Athletin             | Land | Zeit (s) |
| ----- | -------------------- | ---- | -------- |
| 1     | Renate Stecher       | GDR  | 7,16     |
| 2     | Andrea Lynch         | GBR  | 7,17     |
| 3     | Irena Szewińska      | POL  | 7,20     |
| 4     | Mona-Lisa Pursiainen | FIN  | 7,24     |
| 5     | Ljudmila Maslakowa   | URS  | 7,35     |
| 6     | Linda Haglund        | SWE  | 7,35     |
| 7     | Annegret Richter     | FRG  | 7,35     |
| 8     | Sylviane Telliez     | FRA  | 7,37     |

Finale am 10. März

### 400 m
| Platz | Athletin         | Land | Zeit (s) |
| ----- | ---------------- | ---- | -------- |
| 1     | Jelica Pavličić  | YUG  | 52,64    |
| 2     | Nadeschda Iljina | URS  | 52,81    |
| 3     | Waltraud Dietsch | GDR  | 52,84    |
| 4     | Angelika Handt   | GDR  | 53,51    |

Finale am 10. März

### 800 m
| Platz | Athletin              | Land | Zeit (min) |
| ----- | --------------------- | ---- | ---------- |
| 1     | Elżbieta Katolik      | POL  | 2:02,38    |
| 2     | Gisela Ellenberger    | FRG  | 2:02,54    |
| 3     | Gunhild Hoffmeister   | GDR  | 2:02,59    |
| 4     | Rosemary Wright       | GBR  | 2:05,19    |
| 5     | Walentina Gerassimowa | URS  | 2:10,76    |
|       | Liljana Tomowa        | BUL  | DNF        |

Finale am 10. März

### 1500 m
| Platz | Athletin            | Land | Zeit (min) |
| ----- | ------------------- | ---- | ---------- |
| 1     | Tonka Petrowa       | BUL  | 4:10,97    |
| 2     | Karin Burneleit     | GDR  | 4:11,33    |
| 3     | Tamara Kasatschkowa | URS  | 4:14,45    |
| 4     | Ileana Silai        | ROU  | 4:17,12    |
| 5     | Mary Stewart        | GBR  | 4:19,00    |
| 6     | Ljudmila Bragina    | URS  | 4:20,80    |
| 7     | Urszula Prasek      | POL  | 4:21,26    |
| 8     | Božena Sudická      | TCH  | 4:21,45    |

Finale am 10. März

### 60 m Hürden
| Platz | Athletin           | Land | Zeit (s) |
| ----- | ------------------ | ---- | -------- |
| 1     | Annerose Fiedler   | GDR  | 8,08     |
| 2     | Grażyna Rabsztyn   | POL  | 8,08     |
| 3     | Meta Antenen       | SUI  | 8,19     |
| 4     | Judy Vernon        | GBR  | 8,25     |
| 5     | Tatjana Worochobko | URS  | 8,26     |
| 6     | Ilona Bruzsenyák   | HUN  | 8,39     |
|       | Teresa Nowak       | POL  | DNF      |
|       | Annelie Ehrhardt   | GDR  | DNS      |

Finale am 9. März

### 4 × 392 m Staffel
| Platz | Land      | Athletinnen                                                         | Zeit (min) |
| ----- | --------- | ------------------------------------------------------------------- | ---------- |
| 1     | Schweden  | Ann-Charlotte Hesse Lena Fritzson Ann-Margret Utterberg Ann Larsson | 3:38,15    |
| 2     | Bulgarien | Liljana Tomowa Sonja Sachariewa Jordanka Iwanowa Tonka Petrowa      | 3:39,21    |

Finale am 10. März

### Hochsprung
| Platz | Athletin           | Land | Höhe (m) |
| ----- | ------------------ | ---- | -------- |
| 1     | Rosemarie Witschas | GDR  | 1,90     |
| 2     | Milada Karbanová   | TCH  | 1,88     |
| 3     | Rita Kirst         | GDR  | 1,88     |
| 4     | Cornelia Popescu   | ROU  | 1,86     |
| 5     | Tamara Galka       | URS  | 1,86     |
| 6     | Ellen Mundinger    | FRG  | 1,83     |
| 7     | Ria Ahlers         | NED  | 1,83     |
| 8     | Ann-Ewa Karlsson   | SWE  | 1,80     |

Finale am 10. März

### Weitsprung
| Platz | Athletin             | Land | Weite (m) |
| ----- | -------------------- | ---- | --------- |
| 1     | Meta Antenen         | SUI  | 6,69      |
| 2     | Angela Schmalfeld    | GDR  | 6,56      |
| 3     | Valeria Bufanu       | ROU  | 6,39      |
| 4     | Jarmila Nygrýnová    | TCH  | 6,38      |
| 5     | Viorica Viscopoleanu | ROU  | 6,32      |
| 6     | Ruth Martin-Jones    | GBR  | 6,30      |
| 7     | Nina Gawrilowa       | URS  | 6,28      |
| 8     | Margarita Treinytė   | URS  | 6,28      |

Finale am 10. März

### Kugelstoßen
| Platz | Athletin                | Land | Weite (m) |
| ----- | ----------------------- | ---- | --------- |
| 1     | Helena Fibingerová      | TCH  | 20,75     |
| 2     | Nadeschda Tschischowa   | URS  | 20,62     |
| 3     | Marianne Adam           | GDR  | 19,70     |
| 4     | Iwanka Christowa        | BUL  | 19,23     |
| 5     | Faina Melnik            | URS  | 18,61     |
| 6     | Elena Stojanowa         | BUL  | 18,04     |
| 7     | Swetlana Kratschewskaja | URS  | 18,02     |
| 8     | Judit Bognár            | HUN  | 17,82     |

Finale am 9. März